# Сантяго дел Тейде
Сантяго дел Тейде (на испански: Santiago del Teide) е селище в Испания, разположено в провинция Санта Крус де Тенерифе на Канарските острови. Намира се в западната част на остров Тенерифе, на 60 km югозападно от град Санта Крус де Тенерифе. Населението му е 10 576 души (по данни към 1 януари 2017 г.).